# Drijenča
Drijenča – wieś w Bośni i Hercegowinie, w Federacji Bośni i Hercegowiny, w kantonie tuzlańskim, w gminie Čelić. W 2013 roku liczyła 663 mieszkańców, z czego większość stanowili Chorwaci.